# Ordem de Serviços Distintos
A Ordem de Serviços Distintos (Distinguished Service Order, em inglês) é uma condecoração militar do Reino Unido e, antigamente, de outros países da Commonwealth.
A Ordem de Serviços Distintos foi estabelecida pela Rainha Vitória em 1886 e destina-se a premiar oficiais que fizeram serviços meritórios e distintos durante guerras. Quem é nomeado para a ordem, pode usar a sigla DSO após o nome.

## Lista de notáveis receptores da ordem
- Frederick Russell Burnham
- Andrew Browne Cunningham
- Moshe Dayan
- Edward Evans
- T. E. Lawrence
- Bernard Montgomery
- Louis Mountbatten
- David Stirling
- Roy Urquhart
- Hugh Percival Price